# 哈夫病
哈夫病（Haff disease），亦称Haff病， 是一种可能会引起横纹肌溶解症（引起骨骼肌肿大并破损，并会引起急性肾衰竭）的疾病。一般发病于24小时内进食过鱼的人群中。

## 历史
该病于1924年在波罗的海沿海城市柯尼斯堡周边地区弗里希潟湖（德語：Frisches Haff，德語 haff 等同於英語 lagoon，意為潟湖。今稱维斯图拉潟湖）首次发现。
随后15年，大约一千例病发于人、鸟与猫，通常发生于夏秋季节，而且发生在进食鱼类之后。 在那之后，只有零星的病例报告，绝大部分都发生于苏联和德国。1997年，在美國加利福尼亚和密苏里州发现6起病例，所有病人发病前均进食了大口胭脂鱼（Bigmouth buffalo）。
2010年中國南方出現20多人食用小龍蝦後發病的事件，官方調查為高度疑似哈夫病。

## 毒理
目前仍然没有弄清明确的致病毒素。美国疾病控制与预防中心在追查致病源的过程中，调查到相同产地的其他鱼类体内存在一种可溶于己烷(即非极性脂类)的物质，会引起小鼠产生类似的症状。其他鱼类中常见的食物毒素均未被发现。 该物质无法通过烹饪灭活，所有6起病例均是进食的烹饪或煎炸的鱼。 有人提出沙海葵毒素的致病机理可能与此类似。也有人提出致病毒素可能是一个硫胺酶。(即可能会造成硫胺即通常所说的维生素B1的降解)。

## 辅助资源
- Jürgen W. Schmidt: Die "Haffkrankheit" in Ostpreussen im Herbst 1932, in: Preussenland - Mitteilungen der Historischen Kommission für Ost- und Westpreussische Landesforschung und aus dem Geheimen Staatsarchiv Preussischer Kulturbesitz Heft 2/2009 (47. Jg.) S.57-60